# Ekumeniusz
Ekumeniusz – filozof i retor żyjący w pierwszej połowie VI wieku. Był zwolennikiem Sewera z Antiochii. Napisał Komentarz do Apokalipsy (12 ksiąg).